# سیارک ۲۱۵۰۸۰
سیارک ۲۱۵۰۸۰ (به انگلیسی: 215080 Kaohsiung، نامگذاری:2009FX18) دویست و پانزده هزار و هشتادمین سیارک کشف شده‌است که در ۲۰ مارس ۲۰۰۹ کشف شد.